# Касас-де-Бенітес
Касас-де-Бенітес (ісп. Casas de Benítez) — муніципалітет в Іспанії, у складі автономної спільноти Кастилія-Ла-Манча, у провінції Куенка. Населення — 1055 осіб (2010).
Муніципалітет розташований на відстані близько 180 км на південний схід від Мадрида, 80 км на південь від Куенки.
На території муніципалітету розташовані такі населені пункти: (дані про населення за 2010 рік)
- Ель-Кармен: 12 осіб
- Касас-де-Бенітес: 1037 осіб
- Ла-Лоса: 6 осіб

## Демографія
Динаміка населення (INE ):